# Labeobarbus litamba
Labeobarbus litamba är en fiskart som först beskrevs av Keilhack, 1908.  Labeobarbus litamba ingår i släktet Labeobarbus och familjen karpfiskar. IUCN kategoriserar arten globalt som livskraftig. Inga underarter finns listade i Catalogue of Life.